# Noms i adjectius de color
Els noms i adjectius utilitzats per a indicar colors difereixen entre llengües i contextos culturals. Si la visió de les colors és comuna a la humanitat, l'extensió i els límits dels aplecs de colors designats pels mots són molt variables.
Les paraules de color poden evocar directament l'experiència visual. Aquestes paraules, com blau, groc, gris, designen categories àmplies de colors anomenades camps cromàtics. Altres paraules evoquen el color per metonímia, utilitzant el nom d'un material o objecte representatiu, com ara turquesa. La gramàtica francesa tracta aquestes dues categories de manera diferent per a l'acord. Els camps de color són objecte d'estudis i controvèrsies lingüístics i antropològics.
Els noms de colors es poden utilitzar com a adjectius. Per a especificar una color, les paraules es poden combinar en determinats casos: un blau-violeta; adjectius com pàl·lid o fosc també situen la color sense definir-la del tot.
Els noms de les colors contribueixen a l'ambigüitat del terme color. Una color pot designar una sensació de color, com el vermell, així com un material utilitzat per a produir-la, com el vermell de llavis. Un nom per a un colorant, com ara corall, es pot referir posteriorment a una gamma de colors entre les quals pot produir. Pel que fa a les sensacions visuals de color, inclouen, a més de les colors en l'aspecte la colorimetria, la transparència, la brillantor i la nacralitat. Els noms de color s'apliquen més sovint als objectes que tenen totes aquestes propietats. Així, els teixits de seda acolorits amb el mateix tint es poden vendre amb diferents noms com a ras brillant, tafetà llis, tul i crep, perquè les idees que s'associen habitualment amb noms comercials s'adapten millor a diferents aspectes d'aquests materials.

## Classes de noms de colors
L'ús de terminologia normalitzada és òbviament fonamental en pintura, art o industrial, i més generalment en arts gràfiques, comunicació visual, tèxtils, colorants alimentaris, etc. S'utilitzen diferents sistemes per a, per exemple, designar els pigments utilitzats en belles arts, les colors que es mostren en una pantalla o els tints dels mostraris de colors.
Del Moyen de nommer et de définir les couleurs de Michel-Eugène Chevreul, el 1861, fins a la norma AFNOR NF X08-010 "Classificació metòdica general dels colors" (cancel·lada el 2014), passant pel Répertoire de couleursde la Société des chrysanthémistes, nombrosos treballs han temptat de garantir les denominacions de color. Però, assenyala Félix Bracquemond, « La nomenclatura de les colors és considerable, i encara més difícil de fixar, puix que sempre és incompleta i variada per la fantasia i l'estat d'esperit d'una època. Està en constant augment. També disminueix per l'abandonament dels noms de matisos que designen durant un moment un tint ben definit per tothom» . Això es deu al fet que, com va assenyalar Agrippa d'Aubigné el 1630, l'enorme quantitat de noms de colors que es crea en determinades èpoques, la relació dels quals amb un tint no és evident, és el resultat d'una batalla de mots, més que no pas d'una indicació de sensacions visuals. En termes més generals, cal recordar que els noms de les colors són fets lingüístics, regits per les lleis de la llengua.
En general, es destria tres classes de substantius i adjectius de color:
1. termes de color primitives o bàsiques, que els parlants relacionen expressament amb una color, com ara blanc, negre, vermell, groc;
2. termes de color establides per metonímia amb referència a un objecte característic, que pot ser una matèria colorant, com l'índigo, o una referència visual com el color lila ;
3. termes fantàstics, sovint inventats en l'àmbit de la moda, els iniciats del qual en poden imaginar la tonalitat exacta, color de puça o cuixa de nimfa (color de carn), els noms dels quals poden ser purament commemoratius, com celadont o Magenta.

La classificació és sovint difícil i aquestes categories són permeables. Sovint, el nom d'un tema, com ara " beix », que designava la llana crua, acaba designant una color, i si poca gent coneix l'origen del terme, és difícil de sostenir que no designa sinó el matís per metonímia. La color dels objectes que comparteixen un nom amb llur color pot provenir d'aquesta o al revés, com en el cas del taronja o el malva.
No hi ha una correspondència inequívoca entre els termes i les colors: una mateixa color es descriu normalment amb diversos noms: el cían de la impressió en colors pot ser un turquesa en altres llocs, i cada nom designa un aplec de matisos pròxims, un camp cromàtic de talla variable. Adjectius com clar o intens augmenten encara més la varietat de noms possibles. Així, un beix fosc es pot anomenar caqui, pèl de rata, falb, etc.
Aquesta confusió i dificultat mil·lenària per classificar els termes de color es reflecteixen en les complexes regles de concordança d'adjectius i noms de color.

### Metonímies
La color que designa un nom de color construït per metonímia, com ara groc llimona, verd poma, blau cel, sovint varia menys que l'objecte al qual fa referència el nom. D'una part, designa una color tipus que seria, del punt de vista de qui l'imagina, la de l'objecte en una mena d'estat de perfecció cromàtica; i d'altra part, el context ens informa sobre la color a la qual hem de pensar: el blau cel d'un vestit no és el del cel a l'alta muntanya.
Podem jutjar aquesta diferència per les nombroses fruites per a les quals hi ha mostraris de colors, destinats a estimar-ne l'estat de maduresa mitjançant llur color, com els agrums o les cireres.

### Propietat industrial
El comerç, especialment el de la moda, ha produït, del segle xvii ençà, quantitats de noms de colors per tal de promoure i diferenciar els seus productes. cuixa de nimfa (color de carn), magenta, ponçó són a l'origen noms comercials.
Els noms de color associats a un tint poden estar subjectes a la llei de marques i models, de manera que un competidor del sol·licitant que els utilitza podria ser perseguit per imitació. Es pot esmentar el rosa shocking, el blau Tiffany o el Blau klein internacional.

## Adjectius
Els noms de colors es poden utilitzar com a adjectius; és una qüestió de llenguatge, que no afecta directament la percepció de la color. Tan sols es pot notar que constitueixen la propietat de la color d'un objecte, que no correspon necessàriament a la radiació lumínica, com mostra el tauler d'escacs d'Adelson. És un peix daurat sempre vermell en la foscor? És vermell si ningú no el veu? Aquestes interrogacions han agitat la filosofia.
Un nom de color primitiva adjectivat amb -at o -astre es pot aplicar a un nom de color per a indicar-ne un matís. Un rosa grisenc violaci també es pot descriure com un rosa grisenc "tirant a violeta". Un groc verdós es troba al límit entre aquestes dues colors, més cap al groc. Una paret verdosa és una color indeterminat que tira a verd.
Altres adjectius com clar o fosc ajuden a situar la color. No la descriuen pas: no es pot dir « aquesta color és la color clara» . La norma francesa AFNOR X08-010 en va seleccionar set: pàl·lid, clar, viu, intens, fosc, profund. Per a arribar a un quadre coherent, relacionant aquests adjectius amb la claredat i la cromaticitat del tint, afegeix grisat, construït sobre gris, i mitjà. El llenguatge comú no és pas tan sistemàtic; també coneix sinònims. Les colors pàl·lid i desmaiat, esvanit o mort es diuen de colors que tira a blanc. Encès o viu denoten tonalitat forta. El llenguatge també s'estén més enllà de l'avaluació colorimètrica de la radiació lumínica. Mat i brillant fan referència a la propietat de reflectir les fonts de llum.
Alguns substantius i adjectius de color són incompatibles, encara que res en la gramàtica general de la llengua no s'hi oposi. No podem tenir *blanc negrós, ni *groc violaci, ni *blau groguenc, ni *vermell verdós, i viceversa. Això és el que va guiar Ewald Hering a construir el seu sistema de colors per oposició, confirmat posteriorment per la fisiologia del sistema visual. Però un groc fosc, o profund també és impossible: un groc que no és lluminós deixa de ser un groc, es parla llavors de beix, caqui o marró.
La tria dels adjectius també inclou sovint preferències estètiques. Es pot dir que el mateix objecte té colors brillants, alegres o cridaneres; un altre, de colors grisenques, atenuats o discretes.

## Universalitat i especificitats culturals dels termes del color
Les característiques físiques de les llums de colors són idèntiques a tot arreu i, de la mateixa manera, la fisiologia de l'ull no varia. Tanmateix, no totes les llengües fan les mateixes agrupaments de matisos en camps cromàtics. L'observació de les variacions en les categories lingüístiques del color presta suport a hipòtesis sobre la distribució entre una part fisiològica, comuna a l'espècie, de la percepció, i una part cognitiva, segons la manera com els éssers humans aprenen, en llur cultura, a percebre llur medi.
D'un punt de vista antropològic, el recull i l'anàlisi de la terminologia de les colors en les diferents llengües és objecte de treballs importants. La comparació d'aquests lèxics constitueix de fet un cas de prova en la controvèrsia entre els defensors de la hipòtesi de la hopòtesi de Sapir-Whorf, segons la qual les categories lingüístiques (per exemple els termes de colors) influeixen en els nostres processos mentals (per exemple, la nostra percepció de les colors) als partidaris de les conclusions de l'antropòleg Brent Berlin i del lingüista Paul Kay. Estudiant la manera com s'organitzen els termes de colors en diverses desenes d'idiomes d'arreu del món, de fet, han establit una estructura comuna i una jerarquia de classificacions de color.
Llur anàlisi parteix de l'observació que és possible identificar en cada llengua els denominats termes de colors dites “bàsiques”, definides pel fet de ser paraules simples, d'ús freqüent i per a les quals es nota una gran concordança d'ús entre els parlants. Segons Berlin i Kay, quan una cultura tan sols té dos d'aquests termes, designen d'un costat tints que es podrien anomenar “foscs/freds” (negre, bru, blau, etc.) i d'un altre costat tints “clars/calents” (blanc, groc, vermell, etc.). En els idiomes en què s'utilitza un tercer terme, aquest s'empra per a distingir els tons "vermells" dels altres. Després, si n'hi ha un quart, és per a identificar els tons "verds" o els tons "grocs". Si n(hi ha una cinquè, és per a designar el "groc" o el "verd", respectivament. Després "blau", etc. De manera que per a totes les llengües que tinguin almenys sis termes de color, es troba un equivalent dels termes: negre, blanc, vermell, verd, groc i blau. Al contrari, no hi ha cap llengua per a la qual es distingeixi el blau de les altres colors sense que també es distingeixi també el vermell. Berlin i Kay conclouen que l'estructura dels processos mentals determina les categories del llenguatge més que al revés, i que allò que pot ser universal en l'estructura a causa de la comunitat genètica de l'espècie humana explica la universalitat de certs aspectes del llenguatge com l'organització del lèxic dels termes del colors.